# Astraptes palliolum
Astraptes palliolum is een vlinder uit de familie van de dikkopjes (Hesperiidae). De wetenschappelijke naam van de soort werd als Thymele palliolum in 1908 gepubliceerd door Hamilton Herbert Druce.